# Spheciospongia poculoides
Spheciospongia poculoides är en svampdjursart som först beskrevs av Hallmann 1912.  Spheciospongia poculoides ingår i släktet Spheciospongia och familjen borrsvampar. Inga underarter finns listade i Catalogue of Life.